# Жу-жу
«Жу-жу» — песня российской музыкальной группы «Ленинград» и поп-певицы Глюк’oZы при участии рэпера ST, выпущенная 18 мая 2018 года.

## Музыкальное видео
Клип был опубликован на YouTube-канале группы «Ленинград» в день релиза песни. Он был выполнен в стиле аниме. Срежиссировал клип Илья Найшуллер. В нём присутствуют сцены насилия и курения, он предназначен к просмотру лицам достигшим совершеннолетия.
В 2021 году Глюкоза выпустила продолжение клипа с песней «Мотыльки».

## Чарты
| Чарт (2018)               | Высшая позиция |
| ------------------------- | -------------- |
| Русский чарт (Муз-ТВ)     | 1              |
| Россия (Яндекс.Музыка)    | 1              |
| Мир (Google Play)         | 2              |
| Top YouTube Hits (Tophit) | 2              |
| Россия (iTunes)           | 8              |
| МУЗ-ТВ Чарт (Муз-ТВ)      | 8              |

## Премии
На премии ZD Awards-2018 песня была номинирована в категории «Дуэт года».

## Family Edit
25 мая 2018 года была выпущена версия песни без обсценной лексики.